# Zebica (miasto Kruševac)
Zebica (cyr. Зебица) – wieś w Serbii, w okręgu rasińskim, w mieście Kruševac. W 2011 roku liczyła 179 mieszkańców.